# Clytorhynchus pachycephaloides
Clytorhynchus pachycephaloides là một loài chim trong họ Monarchidae.